# Liste der kyrkliga Kulturminnen in Karlshamn (Gemeinde)
Diese Liste der kyrkliga Kulturminnen in Karlshamn (Gemeinde) zeigt die kirchlichen Kulturdenkmale (schwedisch kyrkliga Kulturminnen) der Gemeinde Karlshamn in der schwedischen Provinz Blekinge län mit den Ortschaften (schwedisch tätorter) Åryd, Hällaryd, Karlshamn, Mörrum, Svängsta und Torarp. Es werden die kirchlichen Kulturdenkmale aufgeführt, die auf dem nationalen Denkmalregister (schwedisch Bebyggelseregistret - BeBR) gelistet sind, welches weitere Informationen zu den registrierten Kirchendenkmälern enthält.

## Begriffserklärung
Kyrkliga kulturminnen (schwedisch für kirchliche Kulturdenkmale) sind in Schweden Bauwerke mit einer direkten Beziehung als religiöse Stätte oder einer religiösen Praxis. Im Gesetz über die kulturelle Umwelt ist festgelegt, dass der kulturelle und historische Wert, das Aussehen und der Charakter von Kirchengebäuden und -geländen erhalten bleiben müssen, insbesondere wenn sie vor 1940 gebaut oder angelegt wurden. Als kyrkliga Kulturminnen zählen u. a. Kirchengebäude und benachbarte Friedhöfe, Kirchhöfe und andere religiöse Stätten, welche dauerhaft oder vollständig in religiöse Praxis einbezogen sind; dabei können Teile dieser Denkmale auch als Einzeldenkmal unter Byggnadsminnen (schwedisch für Baudenkmale) oder ehemalige und verlassene Teile unter Fornminnen (schwedisch für alte/antike Denkmale oder archäologische Funde) registriert sein.

## Legende

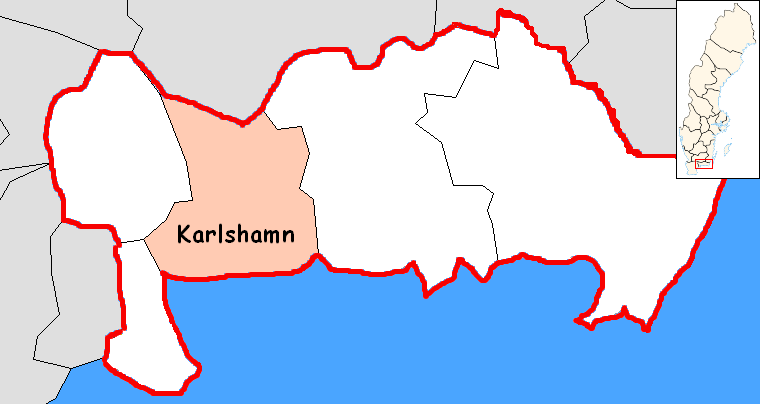
Lage der Gemeinde Karlshamn

| ID           | = | ID.Nr. des Denkmalregisters (BeBR) im „Swedish National Heritage Board“ (Riksantikvarieämbetet (RAÄ)) |
| Lage         | = | Adresse, Flurstück und Koordinatenangabe des Standorts                                                |
| Bezeichnung  | = | Bezeichnung/Name des Kirchenbauwerks/der religiösen Stätte in Landessprache (schwedisch)              |
| Beschreibung | = | deutscher Name (Funktion/Baujahr, wenn bekannt) sowie eine kurze Beschreibung des Objekts             |
| Bild         | = | Bild des Objekts sowie Verweis auf weitere Bilder                                                     |

## Gemeinde Karlshamn
| ID             | Lage                                                        | Bezeichnung        | Beschreibung | Bild           |
| -------------- | ----------------------------------------------------------- | ------------------ | --- | -------------- |
| 21300000003472 | Storgatan 21 374 52 Asarum (Asarum 1:2) (Karte)             | Asarums kyrka      | Kirche Asarum (Kirche mit Friedhof, 12. - 13. Jh.) Die ursprüngliche Kirche von Asarum wurde im 12. - 13. Jh. erbaut und wurde 1697 - 1706 nach Norden und 1749 - 1750 nach Süden erweitert. In den Jahren 1797 - 1799 erhielt das Gebäude durch die Erweiterung nach Osten und Westen ihr heutiges kreuzförmiges Aussehen. Die Kirche wurde mehrfach restauriert 1911, in den 1950er Jahren und zuletzt 2011–2012. Die Kirche besitzt keinen Turm, der hölzerne Glockenturm (um 1665 erbaut) steht südöstlich (bei Storgatan 12B, 374 52 Asarum), darin befinden sich eine größere Glocke (lt. Inschrift von 1724) und eine kleinere Glocke von 1732. Der Friedhof von Asarum befindet sich in einer parkähnlichen Anlage westlich der Kirche und wird durch den schwedisch Banvallsleden (ehemaliger Bahndamm), welcher heute Teil eines 250 km langen Radwegs zwischen Karlshamn und Halmstad ist.          | Weitere Bilder |
| 21400000441409 | Kungsgatan 58 374 36 Karlshamn (Lund *1) (Karte)            | Carl Gustafs kyrka | Carl-Gustafs-Kirche Karlshamn (Kirche mit Friedhof, 17. Jh.) bitte Beschreibung ergänzen | Weitere Bilder |
| 21400000549181 | Elleholmsvägen 375 30 Mörrum (Elleholm 43:1) (Karte)        | Elleholms kyrka    | Kirche Elleholm (Kirche, 1705) Die Kirche in Elleholm wurde einer Quelle von 1792 zufolge 1705 errichtet, auf einigen Inventar ist die Jahreszahl mit 1713 abgegeben. Sie wurde an der Stelle der ehemaligen Kapelle aus dem Mittelalter errichtet und besteht aus einem rechteckigen Kirchenschiff, einem abgeschrägten Chor, einer verlängerten Sakristei (um 1784) im Osten und einem Glockenturm (um 1819) im Westen. Das Innere der Kirche wurde 1944 renoviert, weitere Innen- und Außenrenovierungen fanden 1973 und 1980 statt. Das besondere an der Kirche Elleholm ist, das sie auf einer kleinen langgestreckten Insel ca. 1 km nördlich der Mündung des Mörrumsån liegt und früher das Zentrum einer Stadt im späten Mittelalter war, welche aber 1564 zerstört wurde. Davon zeugt heute noch das etwa 100 m südlich der Kirche stehende Herrenhaus schwedisch Elleholms hovgård (um 1730 erbaut). | Weitere Bilder |
| 21400000441400 | Elisbergsvägen 11 374 70 Trensum (Hällaryd 4:1) (Karte)     | Hällaryds kyrka    | Kirche Hällaryd (Kirche mit Friedhof, 1878) bitte Beschreibung ergänzen | Weitere Bilder |
| 21300000005269 | Karlshamnsvägen 6 375 33 Mörrum (Hästaryd 5:2) (Karte)      | Mörrums kyrka      | Kirche Mörrum (Kirche mit Friedhof, 1847) bitte Beschreibung ergänzen | Weitere Bilder |
| 21300000003489 | Gyngamålavägen 9 376 92 Svängsta (Långeboda 1:26) (Karte)   | Ringamåla kyrka    | Kirche Ringamåla (Kirche mit Friedhof, 1905) bitte Beschreibung ergänzen | Weitere Bilder |
| 21300000003470 | Holländarevägen 44 376 37 Svängsta (Marieberg 1:58) (Karte) | Svängsta kyrka     | Kirche Svängsta (Kirche mit Gemeindehaus, 1932) bitte Beschreibung ergänzen | Weitere Bilder |
| 21300000003494 | Årydsvägen 374 96 Trensum (Åryd 4:1) (Karte)                | Åryds kyrka        | Kirche Åryd (Kirche mit Friedhof, 1873) bitte Beschreibung ergänzen | Weitere Bilder |